# Stanley Dziedzic
Stanley Dziedzic (n. 5 aprilie 1949, Allentown, Pennsylvania, SUA) este un luptător ce a reprezentat Statele Unite ale Americii, medaliat olimpic. A participat la o ediție a Jocurilor Olimpice (1976) în care a câștigat o medalie de bronz.

## Participări
Lista de mai jos prezintă principalele competiții la care a participat Stanley Dziedzic de-a lungul carierei.
- wrestling at the 1976 Summer Olympics – men's freestyle 74 kg[*]